# Dicranodontium didictyon
Dicranodontium didictyon är en bladmossart som beskrevs av Georg Friedrich von Jaeger 1880. Dicranodontium didictyon ingår i släktet Dicranodontium och familjen Dicranaceae. Inga underarter finns listade i Catalogue of Life.